# Gracias y adiós Tour
Gira musical del cantante español Dyango. Se despide del mundo musical a sus 75 años, después de que sus álbumes tuvieran gran recepción en América Latina, cosa agradece en una gira que recorrerá gran parte del continente americano. Sin embargo, el autor solamente había confirmado dos de sus conciertos en Argentina.
El 8 de mayo se presentó en San José, Costa Rica, en el Hotel Real Intercontinental, ante un público que lo ovacionó conmovido por más de dos horas.

## Fechas de la gira
| Fecha                     | País           | Ciudad       | Lugar                          |
| ------------------------- | -------------- | ------------ | ------------------------------ |
| América                   |                |              |                                |
| 18 de abril del 2014      | Argentina      | Córdoba      | Quality Spacio                 |
| 22 de abril de 2014       | Argentina      | Corrientes   | Club de Regatas                |
| 24 de abril de 2014       | Argentina      | Santa Fe     | Centro de Convenciones Maderos |
| 26 de abril de 2014       | Argentina      | Buenos Aires | Teatro Gran Rex                |
| 27 de abril de 2014       | Argentina      | Buenos Aires | Teatro Gran Rex                |
| 29 de abril de 2014       | Argentina      | Ituzaingo    | Teatro Gran Ituzaingo          |
| 30 de abril de 2014       | Uruguay        | Montevideo   | Palacio Peñarol                |
| 13 de septiembre del 2014 | Estados Unidos | Miami        | Miami-Dade County Auditorium   |

- Datos: Q16303381